# ووادیسواف اشچپانیاک
ووادیسواف اشچپانیاک (لهستانی: Władysław Szczepaniak؛ ‏ تلفظ لهستانی: [vwaˈdɨswaf]؛ ‏ ۱۹ مهٔ ۱۹۱۰ – ۶ مهٔ ۱۹۷۹) بازیکن فوتبال اهل لهستان بود.
از باشگاه‌هایی که در آن بازی کرده‌است می‌توان به باشگاه فوتبال پولونیا ورشو اشاره کرد.
وی همچنین در تیم ملی فوتبال لهستان بازی کرده‌است.